# Crosseola
Crosseola là một chi ốc biển nhỏ, là động vật thân mềm chân bụng sống ở biển trong họ Conradiidae.

## Các loài
Các loài trong chi Crosseola gồm có:
- Crosseola anodyna  Rubio & Rolán, 2019
- Crosseola axialis  Rubio & Rolán, 2019
- Crosseola bellula (A. Adams, 1865)
- Crosseola benedotata  Rubio & Rolán, 2019
- Crosseola bollonsi Dell, 1956
- Crosseola brasiliensis  Rubio & Rolán, 2017
- Crosseola cancellata (Tenison Woods, 1878)
- Crosseola caribbeae  Rubio & Rolán, 2017
- Crosseola catenata  Rubio & Rolán, 2019
- Crosseola concinna (Angas, 1868)
- Crosseola cuvieriana (Mestayer, 1919)
- Crosseola delicata  Rubio & Rolán, 2019
- Crosseola dentata  Rubio & Rolán, 2019
- Crosseola distorta  Rubio & Rolán, 2019
- † Crosseola emilyae Laws, 1950
- Crosseola errata Finlay, 1927
- Crosseola escondida (Poppe, Tagaro & Goto, 2018)
- Crosseola favosa Powell, 1937)
- Crosseola foveolata (Barnard, 1963)
- Crosseola gorii Rubio & Rolán, 2014
- † Crosseola henryi Laws, 1950
- Crosseola indigaxial  Rubio, Rolán & Gori, 2019
- Crosseola intercalaris  Rubio & Rolán, 2019
- Crosseola intertexta Powell, 1937)
- Crosseola inverta (Hedley, 1907)
- Crosseola latumlabrum  Rubio & Rolán, 2019
- Crosseola madagascariensis  Rubio & Rolán, 2017
- Crosseola mayottensis  Rubio & Rolán, 2019
- Crosseola microstriata  Rubio & Rolán, 2019
- Crosseola minireticula  Rubio & Rolán, 2019
- † Crosseola munditia Laws, 1936
- Crosseola occlusa  Rubio & Rolán, 2019
- Crosseola ordinata  Rubio & Rolán, 2017
- Crosseola osgrandis  Rubio & Rolán, 2019
- † Crosseola princeps (Tate, 1890)
- † Crosseola proerrata Finlay, 1930[3]
- Crosseola prosoclina  Rubio & Rolán, 2019
- Crosseola pseudocollonia Powell, 1957
- † Crosseola semiornata Tate 1893 [4]
- Crosseola serrata  Rubio, Rolán & Gori, 2019
- Crosseola sexlata  Rubio & Rolán, 2019
- Crosseola similiter  Rubio & Rolán, 2017
- † Crosseola sinemacula Laws, 1939
- Crosseola solomonensis  Rubio & Rolán, 2017
- Crosseola striata (Watson, 1883) [5]
- † Crosseola sultan Finlay, 1930[6]
- Crosseola solomonensis  Rubio & Rolán, 2017
- † Crosseola tenuisculpta Laws, 1936
- Crosseola uniformis  Rubio, Rolán & Gori, 2019
- † Crosseola waitotara Laws, 1940

Đồng nghĩa
- Crosseola cookiana Dell, 1952: synonym of Lodderia eumorpha cookiana (Dell, 1952) (original combination)
- Crosseola marquesensis Rubio, Rolán & Letourneux, 2017: synonym of Crossolida marquesensis (Rubio, Rolán & Letourneux, 2017) (original combination)
- Crosseola naticoides Iredale, T. & McMichael, D.F. 1962: synonym of Cirsonella naticoides (Hedley, 1907)
- Crosseola vesca (Finlay, 1927): synonym of Dolicrossea vesca Finlay, 1926